# Constantin Negruzzi
Pour les articles homonymes, voir Negruzzi.
Constantin Negruzzi est l'une des figures de la renaissance culturelle roumaine, écrivain, traducteur et homme politique roumain.

## Biographie

### Enfance
Constantin Negruzzi ou Négroutsi naît fils de Dinu Negruț (prononcé [Négrouts]), en 1808 à Trifeștii Vechi, aujourd'hui Hermeziu. Sa mère décède en 1809. George Călinescu écrit que « son père était un grand amoureux des livres, et, dans une grande malle, toujours ouverte, dans le couloir il conservait sa bibliothèque, constituée d'impressions de l'époque et de manuscrits, qu'il lisait des centaines de fois. Constantin fut confié à un répétiteur grec, et eut également un professeur de français, apprenant, comme Mircea Eliade, des langues étrangères avant même sa propre langue maternelle. Il écrivait en français sous la dictée et mania cette langue tout le long de sa vie avec une élégance rare pour un homme qui n'a jamais fait d'études en France. »

### Traductions, débuts littéraires et politiques
En 1821, à la suite du déclenchement du mouvement éthériste, il s'exile en Bessarabie, sur la propriété familiale de Șirăuții de Sus, Hotin, aujourd'hui en Ukraine. En 1822 il rencontre Alexandre Pouchkine à Chișinău, aujourd'hui en République de Moldavie. La légende dit que, lorsqu'ils s'entretiennent en français, Negruzzi corrige avec bienveillance les fautes du maître. Les années suivantes il traduit des œuvres de Voltaire et de Jean-François Marmontel du français en roumain.
Sa carrière administrative débute en 1825 : il devient scribe au Trésor. Puis l'année 1826 de la mort de son père, căminar, dignitaire chargé de la collecte des taxes sur certains alcools, alors que sa propre situation financière est précaire. Il accédera à la Direction du Trésor en 1843.
En 1836, des échanges épistolaires entre lui et Ion Heliade Rădulescu sur la langue roumaine sont publiés dans le journal Muzeul Național. En 1837 il est élu député de Jassy (Iasi, prononcé [Yash] en roumain) et publie le poème Aprodul Purice ainsi que des traductions de Victor Hugo, Alexandre Dumas et Alexandre Pouchkine.
Il publie également dans la presse la première lettre du cycle Negru pe alb, qui est en quelque sorte le premier "roman" épistolaire roumain et compte notamment Pâcală și Tândală (sa lettre répertoriée n° XII), publiée en 1842, et des impressions de son voyage à l'étranger de 1855 (lettre n° XXX) : à Berlin où étudient ses enfants (infra), à Ems en cure balnéaire.

### Vie maritale et familiale, carrière politique et publications littéraires
Entretemps, en 1839, il se marie avec Maria Gane, avec laquelle il aura quatre enfants, dont Iacob et Leon eux aussi futurs écrivains.
En 1840, il est élu maire de Jassy et nommé codirecteur du Théâtre National avec Mihail Kogălniceanu et Vasile Alecsandri.
Dans Dacia literară il publie la nouvelle historique Alexandru Lăpușneanul puis en 1845 Sobieșki și românii [Sobieski et les Roumains]. En 1841 avec Kogălniceanu il fait paraître 200 rețete cercate de bucate, prăjituri și alte trebi gospodărești (200 recettes testées pour des mets et d'autres affaires domestiques).
Il collabore à la revue Propășirea (Prospérité) en 1844, qui va être interdite et lui vaudra d'être assigné à résidence comme quelques années plus tôt à la suite de la parution de l'article Vandalism. Il ne participe pas à la Révolution de 1848 bien qu'il partage la plupart des idées des révolutionnaires.
En 1857 il publie Păcatele tinerețelor [Les péchés de jeunesse], son premier volume, rassemblant ses écrits les plus notoires.
En 1867 il est élu à la Société académique roumaine mais, malade, ne peut participer à sa séance inaugurale, se retirant dans sa propriété où il mourra d'apoplexie l'année suivante.

## Œuvre et thèmes
En tant qu'écrivain, Negruzzi incline vers le réalisme, fin observateur des caractères dans le style des « physiologies » balzaciennes. Sa nouvelle d'inspiration romantique Alexandru Lăpușneanul, considérée comme un modèle du genre, tire son sujet d'un épisode de la chronique de Grigore Ureche. Souvent l'on considère aussi que Negruzzi a introduit dans la littérature roumaine le genre épistolaire, à travers un cycle Negru pe Alb [Noir sur blanc].

## Traductions de ses œuvres en français
Des extraits en ont été publiés en 1919 par "Réa Ipcar" dans une section consacrée d'Écrivains roumains morceaux choisis.
En 1962 la nouvelle Alexandru Lăpușneanul est traduite et publiée par Valentin Lipatti sous le titre similaire Alexandru Lapusneanu, dans un recueil de Nouvelles roumaines qui se trouve encore parfois mais difficilement "en occasion".

## Liste des principales œuvres
- Aprodul Purice, Jassy, 1837 ;
- 200 rețete cercate de bucate, prăjituri și alte trebi gospodărești [200 recettes testées pour des mets et d'autres affaires domestiques], Jassy, 1841 ;
- Păcatele tinerețelor [Les péchés de jeunesse], Jassy, 1857 ;
- Opere [Œuvres], Bucarest, 1974-1986.